# Ephyrodes similis
Ephyrodes similis är en fjärilsart som beskrevs av Druce 1890. Ephyrodes similis ingår i släktet Ephyrodes och familjen nattflyn. Inga underarter finns listade i Catalogue of Life.